# Jacques Nicolet

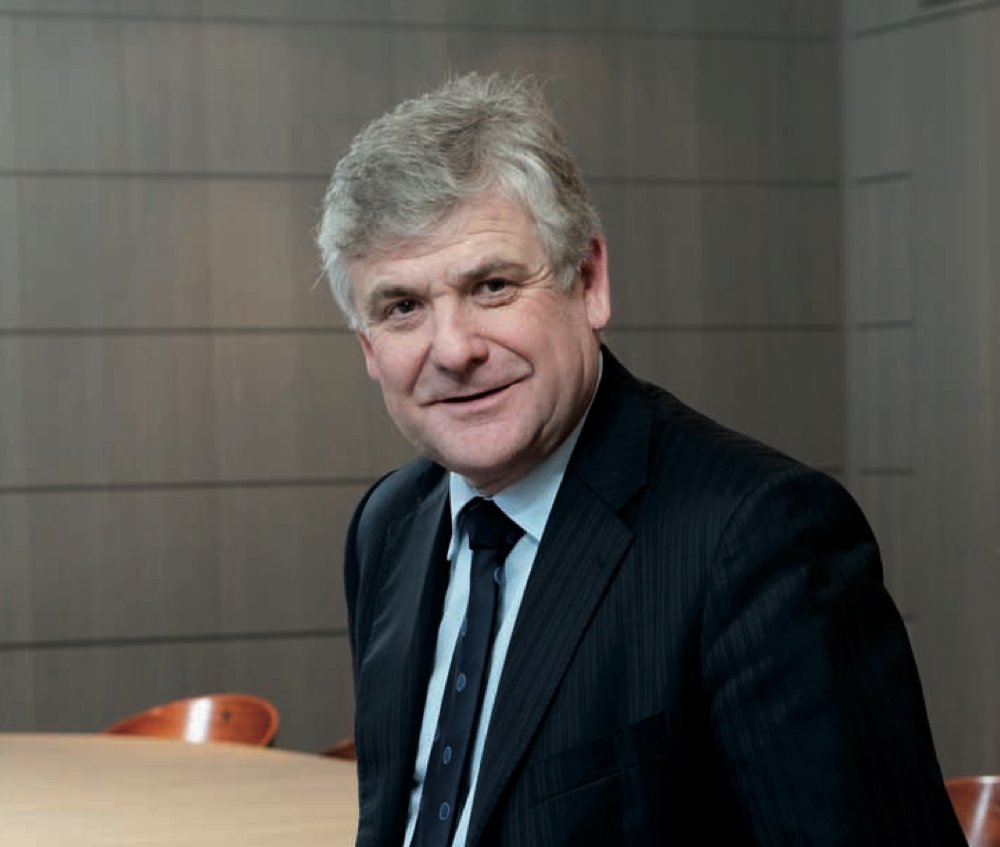
Jacques Nicolet 2011

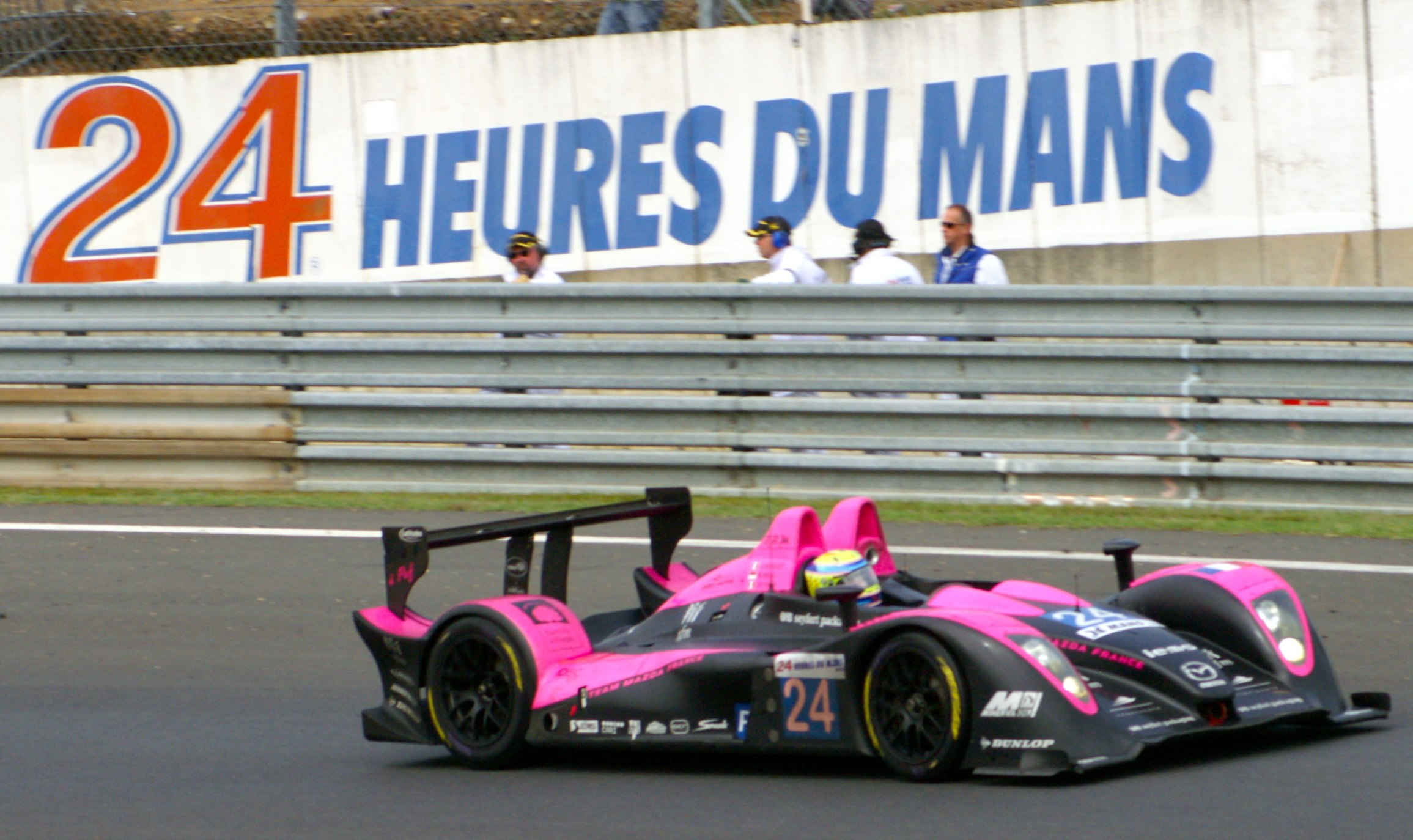
Der von jacques Nicolet beim 24-Stunden-Rennen von Le Mans 2010 gefahrene Pescarolo 01

Jacques Maurice Nicolet (* 5. April 1956 in Monaco) ist ein französischer Unternehmer und ehemaliger Automobilrennfahrer.

## Karriere als Geschäftsmann
Er ist Gründer, Anteilseigner und Aufsichtsratsmitglied der Immobilienfirma Altarea Cogedim; Teambesitzer des Motorsport-Rennstalls OAK Racing sowie Inhaber und CEO des Chassisherstellers Onroak Automotive. Nicolet ist darüber hinaus als Rennfahrer aktiv und tritt seit 2007 regelmäßig zum 24-Stunden-Rennen von Le Mans an. Von 2012 bis 2015 nahm er an der FIA-Langstrecken-Weltmeisterschaft (WEC) teil.
Nicolet arbeitete von 1984 bis 1994 bei Pierre et Vacances. Er übte dort die Positionen des Programmdirektors, des Entwicklungsdirektors und des stellvertretenden Geschäftsführers aus. 1994 gründete er zusammen mit Gilles Boissonnet, Alain Taravella und Stéphane Theuriau die Immobilienfirma Altarea Cogedim, an der er bis heute Anteile hält. Nicolet übernahm mehrere Positionen bei Altarea Cogedim. Vom 26. Juni 2007 bis zum 2. Juni 2014 war er Aufsichtsratsvorsitzender des Unternehmens. Anschließend blieb Nicolet als Mitglied im Aufsichtsrat.
Ende 2006 übernahm Nicolet den Rennstall Saulnier Racing und nannte ihn 2009 in OAK Racing um. 2007 gründete Nicolet zusammen mit Henri Pescarolo den LMP-Chassishersteller Group Pescarolo Automobiles. Nachdem Nicolet und Pescarolo die Kooperation 2008 beendet hatten und der Hersteller an die Sora-Gruppe verkauft worden war, übernahm OAK Racing Ende 2009 die Fertigungsabteilung von Pescarolo Sport. 2010 baute OAK Racing eine eigene Designabteilung auf. Nicolet verfolgte das Ziel einen neuen LMP-Chassishersteller auf dem Markt zu etablieren und erweiterte die Abteilung in der Folgezeit. Aus der Konstruktionsabteilung von OAK Racing ging schließlich 2012 der Hersteller Onroak Automotive hervor. Die LMP-Fahrzeuge von Onroak firmieren unter den Namen Morgan (bis 2013) und Ligier (seit 2014). Nicolet fungiert als CEO von Onroak.

## Karriere als Rennfahrer
Nicolet begann 2001 zunächst hobbymäßig an Motorsportveranstaltungen mit historischen Rennfahrzeugen als Rennfahrer teilzunehmen. Bis 2007 trat er zu historischen Rennen an. Nachdem er Ende 2006 Saulnier Racing gekauft hatte, wechselte er als Herrenfahrer in den professionellen Motorsport und startete in einem LMP2-Fahrzeug in der Le Mans Series. Er bildete ein Team mit Alain Filhol und Bruce Jouanny. Die drei Fahrer erreichten mit einem zweiten Platz in der LMP2-Wertung eine Podest-Platzierung und wurden Vierter in der Fahrerwertung. Darüber hinaus debütierte Nicolet 2007 beim 24-Stunden-Rennen von Le Mans, das er zusammen mit Filhol und Jouanny bestritt. 2008 wechselte Nicolet in die höhere LMP1-Klasse. In der Le Mans Series wurde er 21. und er nahm erneut am 24-Stunden-Rennen von Le Mans teil.
2009 kehrte Nicolet in die LMP2-Klasse zurück und nannte seinen Rennstall in OAK Racing um. In der Le Mans Series beendete er die Saison auf dem siebten Platz in der LMP2-Wertung. Beim 24-Stunden-Rennen von Le Mans erreichte er mit dem dritten Platz (Gesamtplatzierung: 20) zusammen mit Richard Hein und Jean-François Yvon eine Podest-Platzierung in der LMP2-Klasse. Darüber hinaus fuhr Nicolet in der erstmals ausgetragenen Asian Le Mans Series (AsLMS). Dort gewann er zusammen mit Hein und Matthieu Lahaye den Fahrertitel in der LMP2-Wertung. 2010 erreichte Nicolet zusammen mit Lahaye den dritten Gesamtrang in der LMP2-Wertung der Le Mans Series. Beim 24-Stunden-Rennen von Le Mans wurde er zusammen mit Hein und Yvon Neunter im Gesamtklassement sowie Vierter in der LMP2-Klasse. Der neunte Platz im Gesamtklassement stellt Nicolets bisher beste Gesamtplatzierung beim 24-Stunden-Rennen von Le Mans dar. Darüber hinaus ging Nicolet im neugegründeten Intercontinental Le Mans Cup (ILMC) an den Start. Dabei gewann er zusammen mit Frédéric Da Rocha und Patrice Lafargue bei zwei von drei Rennen die LMP2-Klasse. 2011 fuhr Nicolet erneut in der LMP1-Klasse und nahm an fünf Rennen des Intercontinental Le Mans Cups, darunter das 24-Stunden-Rennen von Le Mans teil.
2012 kehrte Nicolet in die LMP2-Klasse zurück und trat zusammen mit Lahaye und Olivier Pla für OAK Racing in einem Morgan LMP2 in der neugegründeten FIA-Langstrecken-Weltmeisterschaft (WEC), die den ILMC ersetzte, an. Lahaye wurde bei einem Rennen nicht gewertet. Nicolet und Pla beendeten die Saison mit einem vierten Platz als bestem Ergebnis auf dem 20. Platz in der Fahrerweltmeisterschaft. Darüber hinaus fuhr Nicolet in der European Le Mans Series (ELMS), der Nachfolgeserie der Le Mans Series und wurde in der LMP2-Klasse, der dort höchsten Klasse, Gesamtdritter. 2013 bestritt Nicolet mit wechselnden Teamkollegen seine zweite Saison in der FIA-Langstrecken-Weltmeisterschaft. Zunächst war nur ein Start bei den ersten drei Rennen geplant, Nicolet trat jedoch zu jedem Rennen an. Mit einem siebten Platz als bestem Ergebnis erreichte er den 21. Platz in der Fahrerweltmeisterschaft.
Nach einem Jahr Pause kehrte Nicolet 2015 in die FIA-Langstrecken-Weltmeisterschaft zurück. Er pilotiert den neuen Ligier JS P2 seines Unternehmens Onroak Automotive zusammen mit seinen Freunden Érik Maris und Jean-Marc Merlin. Nach dem 24-Stunden-Rennen von Le Mans zogen sich die drei aus der Weltmeisterschaft zurück.

## Statistik im Motorsport

### Karrierestationen
| - 2001–2007: Historischer Motorsport - 2007: Le Mans Series, LMP2 (Platz 4) - 2008: Le Mans Series, LMP1 (Platz 21) - 2009: Le Mans Series, LMP2 (Platz 7) | - 2009: AsLMS, LMP2 (Meister) - 2010: Le Mans Series, LMP2 (Platz 3) - 2010: ILMC, LMP2 - 2011: ILMC, LMP1 | - 2012: WEC (Platz 20) - 2012: ELMS, LMP2 (Platz 3) - 2013: WEC (Platz 21) - 2015: WEC (Platz 24) |

### Le-Mans-Ergebnisse
| Jahr | Team               | Fahrzeug       | Teamkollege        | Teamkollege       | Platzierung | Ausfallgrund |
| ---- | ------------------ | -------------- | ------------------ | ----------------- | ----------- | ------------ |
| 2007 | Saulnier Racing    | Courage LC75   | Alain Filhol       | Bruce Jouanny     | Rang 36     |              |
| 2008 | Saulnier Racing    | Pescarolo 01   | Marc Faggionato    | Richard Hein      | Rang 26     |              |
| 2009 | OAK Racing         | Pescarolo 01   | Jean-François Yvon | Richard Hein      | Rang 20     |              |
| 2010 | OAK Racing         | Pescarolo 01   | Jean-François Yvon | Richard Hein      | Rang 9      |              |
| 2011 | OAK Racing         | Pescarolo 01   | Jean-François Yvon | Richard Hein      | Ausfall     | Wagenbrand   |
| 2012 | OAK Racing         | Morgan LMP2    | Olivier Pla        | Matthieu Lahaye   | Ausfall     | kein Öldruck |
| 2013 | OAK Racing         | Morgan LMP2    | Jean-Marc Merlin   | Philippe Mondolot | Ausfall     | Defekt       |
| 2015 | OAK Racing         | Ligier JS P2   | Jean-Marc Merlin   | Érik Maris        | Rang 29     |              |
| 2017 | Eurasia Motorsport | Ligier JS P217 | Pierre Nicolet     | Érik Maris        | Rang 15     |              |

### Sebring-Ergebnisse
| Jahr | Team       | Fahrzeug     | Teamkollege     | Teamkollege        | Platzierung | Ausfallgrund |
| ---- | ---------- | ------------ | --------------- | ------------------ | ----------- | ------------ |
| 2011 | OAK Racing | Pescarolo 01 | Richard Hein    | Jean-François Yvon | Ausfall     | Motorschaden |
| 2012 | OAK Racing | Morgan LMP2  | Matthieu Lahaye | Olivier Pla        | Rang 5      |              |

### Einzelergebnisse in der FIA-Langstrecken-Weltmeisterschaft
| Saison | Team               | Rennwagen      | 1   | 2   | 3   | 4   | 5   | 6   | 7   | 8   | 9   |
| ------ | ------------------ | -------------- | --- | --- | --- | --- | --- | --- | --- | --- | --- |
| 2012   | OAK Racing         | Morgan LMP2    | SEB | SPA | LEM | SIL | SAO | BAH | FUJ | SHA |     |
| 2012   | OAK Racing         | Morgan LMP2    | 5   | 17  | DNF | 13  | 10  | 11  | 10  | 9   |     |
| 2013   | OAK Racing         | Morgan LMP2    | SIL | SPA | LEM | SAO | AUS | FUJ | SHA | BAH |     |
| 2013   | OAK Racing         | Morgan LMP2    | 27  | 13  | DNF | 8   | 25  | 12  | 10  | 7   |     |
| 2015   | OAK Racing         | Ligier JS P2   | SIL | SPA | LEM | NÜR | AUS | FUJ | SHA | BAH |     |
| 2015   | OAK Racing         | Ligier JS P2   | 22  | 15  | 29  |     |     |     |     |     |     |
| 2017   | Eurasia Motorsport | Ligier JS P217 | SIL | SPA | LEM | NÜR | MEX | AUS | FUJ | SHA | BAH |
| 2017   | Eurasia Motorsport | Ligier JS P217 | 15  |     |     |     |     |     |     |     |     |